# Phyllanthus zippelianus
Phyllanthus zippelianus är en emblikaväxtart som beskrevs av Johannes Müller Argoviensis. Phyllanthus zippelianus ingår i släktet Phyllanthus och familjen emblikaväxter. Inga underarter finns listade i Catalogue of Life.